# Willie Mosconi
William Joseph „Willie“ Mosconi (* 27. Juni 1913 in Philadelphia, Pennsylvania, USA; † 12. September 1993 in Haddon Heights, New Jersey, USA) war ein US-amerikanischer Poolbillard-Spieler. Zwischen 1941 und 1957 gewann er dreizehn Mal den Weltmeistertitel.
Am 19. März 1954 wurde er Weltrekordhalter der höchsten Serie in der Billardvariante 14 und 1 endlos, als er während eines Schaukampfes in Springfield, Ohio 526 Kugeln am Stück lochte. Am 28. Mai 2019 wurde dieser Rekord erstmalig nach über 65 Jahren vom US-Amerikaner John Schmidt mit einer Serie von 626 Kugeln laut eigenen Aussagen überboten. Es existiert bisher aber noch kein zertifizierter Nachweis über den Rekordversuch, so dass dieser nicht offiziell ist.
Am 18. Januar 2022 erreichte der Schotte Jason Shaw eine Serie von 714 Kugeln. Der Versuch wurde live auf Facebook gestreamt und wurde in der Nachkontrolle auf 669 Bälle korrigiert. 
Am 7. Januar 2025 erhöhte Jason Shaw den eigenen Rekord auf unglaubliche 832 Bälle. Auch dieser Versuch wurde live auf Facebook übertragen.
Durch zahlreiche Schaukämpfe und seine Bücher Willie's Game und Willie Mosconi on Pocket Billiards trug er wesentlich zur Popularität des Sports bei. Außerdem beriet er die Schauspieler des Films Haie der Großstadt (engl. The Hustler) bei den Billardszenen und hat im Film einen Gastauftritt. 1980 hatte er einen Cameoauftritt in der Komödie Der Mann aus Baltimore. 1982 spielte Mosconi in dem Musikvideo zu Bad to the Bone von George Thorogood neben Bo Diddley mit.
Willie Mosconi zu Ehren wird seit 1994 jährlich der Mosconi Cup zwischen Europa und den USA ausgetragen. Seit 1967 ist er Mitglied in der Hall of Fame des Billiard Congress of America.